# Robert Vidal
Robert Vidal (nascido em 3 de julho de 1933) é um ex-ciclista francês que competia no ciclismo de pista. Participou de duas olimpíadas, 1952 e 1956, terminando respectivamente na quarta e quinta posição..